# Nematocryptus exitialis
Nematocryptus exitialis là một loài tò vò trong họ Ichneumonidae.